# Ljaoning (letalonosilka)
Ljaoning  (kitajsko: 中国人民解放军海军辽宁舰; pinjin: Zhōngguó Rénmín Jiěfàngjūn Hǎijūn Liáoníng Jiàn) je prva letalonosilka Kitajske vojne mornarice. Sprva je bil grajena za Sovjetsko vojno mornarico kot Riga razreda Admiral Kuznjecov, kasneje je bila preimenovana v Varjag. Letalonosilka je bila po razpadu Sovjetske zveze v lasti Ukrajine, ki jo je prodala Kitajski, ki jo je nato dokončala v Ladjedelnici Daljan. Kitajci so jo preimenovali v Ljaoning in jo sprejeli v uporabo 25. septembra 2012. 

## Galerija
- Varjag
- Ljaoning (16)